# Bulbophyllum marudiense
Bulbophyllum marudiense är en orkidéart som beskrevs av Cedric Errol Carr. Bulbophyllum marudiense ingår i släktet Bulbophyllum och familjen orkidéer. Inga underarter finns listade i Catalogue of Life.